# Olympische Sommerspiele 1960/Teilnehmer (Schweiz)
| Gelbes Symbol für Goldmedaillen mit stilisierten Olympischen Ringen | Graues Symbol für Silbermedaillen mit stilisierten Olympischen Ringen | Braundes Symbol für Bronzemedaillen mit stilisierten Olympischen Ringen |
| ------------------------------------------------------------------- | --------------------------------------------------------------------- | ----------------------------------------------------------------------- |
| —                                                                   | 3                                                                     | 3                                                                       |

Die Schweiz nahm an den Olympischen Sommerspielen 1960 in der italienischen Hauptstadt Rom mit einer Delegation von 149 Sportlern, 147 Männer und zwei Frauen, teil.

## Medaillen
Mit je drei gewonnenen Silber- und Bronzemedaillen belegte das Team der Schweiz Platz 24 im Medaillenspiegel.

### Silber
| Name(n)                                            | Sportart  | Wettkampf                  |
| -------------------------------------------------- | --------- | -------------------------- |
| Gustav Fischer                                     | Reiten    | Dressur, Einzel            |
| Anton Bühler, Rudolf Günthardt, Hans Schwarzenbach | Reiten    | Vielseitigkeit, Mannschaft |
| Hans Rudolf Spillmann                              | Schiessen | Freies Gewehr              |

### Bronze
| Name(n)                                        | Sportart | Wettkampf              |
| ---------------------------------------------- | -------- | ---------------------- |
| Anton Bühler                                   | Reiten   | Vielseitigkeit, Einzel |
| Ernst Hürlimann, Rolf Larcher                  | Rudern   | Doppelzweier           |
| Henri Copponex, Pierre Girard, Manfred Metzger | Segeln   | 5,5-m-R-Klasse         |

## Teilnehmer nach Sportarten

### Boxen
- Paul Chervet
Fliegengewicht: 9. Platz

- Emile Anner
Bantamgewicht: 17. Platz

- Ernest Chervet
Federgewicht: 5. Platz

- Max Meier
Weltergewicht: 9. Platz

- Hans Büchi
Mittelgewicht: 5. Platz

- Max Bösiger
Schwergewicht: 9. Platz

### Fechten
- Jean Cerrottini
Florett, Einzel: 2. Runde

- Michel Steininger
Florett, Einzel: Vorrunde
Degen, Einzel: Vorrunde
Degen, Mannschaft: 5. Platz

- Claudio Polledri
Florett, Einzel: Vorrunde
Degen, Einzel: Vorrunde
Degen, Mannschaft: 5. Platz

- Jules Amez-Droz
Degen, Einzel: 2. Runde
Degen, Mannschaft: 5. Platz

- Hans Bässler
Degen, Mannschaft: 5. Platz

- Paul Meister
Degen, Mannschaft: 5. Platz

- Charles Ribordy
Degen, Mannschaft: 5. Platz

### Gewichtheben
- Hans Köhler
Leichtgewicht: 21. Platz

- Georges Freiburghaus
Mittelgewicht: 18. Platz

- Roland Fidel
Halbschwergewicht: 19. Platz

### Hockey
- Herrenteam
15. Platz

- Kader
Albert Piaget
Georges Mathys
Gilbert Recordon
Hans Straub
Heinz Wirz
Jean Giubbini
Jean Glarner
Kurt Locher
Kurt von Arx
René Widmer
Roger Zanetti
Roland Zaninetti
Walther Arber
Walther Wirz
Werner Hausmann
Werner Schmid

### Kanu
- Roland Huber
Einer-Kajak, 1000 Meter: Viertelfinal
4 × 500 Meter: Viertelfinal

- Hans Straub
Zweier-Kajak, 1000 Meter: Viertelfinal
4 × 500 Meter: Viertelfinal

- Robert Zika
Zweier-Kajak, 1000 Meter: Viertelfinal
4 × 500 Meter: Viertelfinal

- Werner Weber
4 × 500 Meter: Viertelfinal

### Leichtathletik
- Heinz Müller
100 Meter: Viertelfinal
4 × 100 Meter: Halbfinal

- Sebald Schnellmann
200 Meter: Viertelfinal
4 × 100 Meter: Halbfinal

- Peter Laeng
200 Meter: Vorläufe
4 × 100 Meter: Halbfinal

- René Weber
400 Meter: Vorläufe
4 × 400 Meter: 6. Platz

- Christian Wägli
800 Meter: 5. Platz
4 × 400 Meter: 6. Platz

- Arthur Wittwer
Marathon: 44. Platz

- Bruno Galliker
400 Meter Hürden: 6. Platz

- Walter Kammermann
3000 Meter Hindernis: Vorläufe

- Werner Schaufelberger
4 × 100 Meter: Halbfinal

- Ernst Zaugg
4 × 400 Meter: 6. Platz

- Hansruedi Bruder
4 × 400 Meter: 6. Platz

- Louis Marquis
20 Kilometer Gehen: 17. Platz
50 Kilometer Gehen: 22. Platz

- Gabriel Reymond
20 Kilometer Gehen: ??

- Alfred Leiser
50 Kilometer Gehen: 25. Platz

- René Charrière
50 Kilometer Gehen: 27. Platz

- René Maurer
Hochsprung: 19. Platz in der Qualifikation

- Gérard Barras
Stabhochsprung: 23. Platz in der Qualifikation

- Gustav Schlosser
Weitsprung: 21. Platz in der Qualifikation

- Hansruedi Jost
Hammerwurf: 22. Platz in der Qualifikation

- Urs von Wartburg
Speerwurf: 19. Platz in der Qualifikation

- Fritz Vogelsang
Zehnkampf: 11. Platz

### Moderner Fünfkampf
- Erhard Minder
Einzel: 19. Platz
Mannschaft: 11. Platz

- Werner Vetterli
Einzel: 33. Platz
Mannschaft: 11. Platz

- Rolf Weber
Einzel: 49. Platz
Mannschaft: 11. Platz

### Radsport
- Erwin Jaisli
Strassenrennen, Einzel: 12. Platz
Mannschaftszeitfahren: 9. Platz

- Emil Beeler
Strassenrennen, Einzel: 32. Platz

- Max Wechsler
Strassenrennen, Einzel: 65. Platz

- Hubert Bächli
Strassenrennen, Einzel: 72. Platz
Mannschaftszeitfahren: 9. Platz

- Roland Zöffel
Mannschaftszeitfahren: 9. Platz

- René Rutschmann
Mannschaftszeitfahren: 9. Platz

- Kurt Rechsteiner
Sprint: 6. Runde

- Josef Helbling
Einzelzeitfahren: 8. Platz

- Peter Vogel
Tandem, Sprint: 2. Runde

- Peter Hirzel
Tandem, Sprint: 2. Runde

- Walter Signer
Mannschaftszeitfahren: Vorläufe

- Werner Weckert
Mannschaftszeitfahren: Vorläufe

- Hans Heinemann
Mannschaftszeitfahren: Vorläufe

- Egon Scheiwiller
Mannschaftszeitfahren: Vorläufe

### Reiten
- Anton Bühler
Vielseitigkeit, Einzel: Bronze 
Vielseitigkeit, Mannschaft: Silber

- Hans Schwarzenbach
Vielseitigkeit, Einzel: 13. Platz
Vielseitigkeit, Mannschaft: Silber

- Rudolf Günthardt
Vielseitigkeit, Einzel: 20. Platz
Vielseitigkeit, Mannschaft: Silber

- Rolf Ruff
Vielseitigkeit, Einzel: ??
Vielseitigkeit, Mannschaft: Silber

- Gustav Fischer
Dressur, Einzel: Silber

- Henri Chammartin
Dressur, Einzel: 8. Platz

- Hans Möhr
Springreiten, Einzel: 22. Platz

- Paul Weier
Springreiten, Einzel: ??

### Ringen
- Franz Burkhard
Fliegengewicht, griechisch-römisch: 12. Platz

- Richard Debrunner
Bantamgewicht, griechisch-römisch: 17. Platz

- Joseph Schmid
Federgewicht, griechisch-römisch: 19. Platz

- Hans-Jörg Hirschbühl
Weltergewicht, griechisch-römisch: 8. Platz

- Charles Berthoud
Mittelgewicht, griechisch-römisch: 15. Platz

- Kurt Rusterholz
Halbschwergewicht, griechisch-römisch: 12. Platz

- Paul Hänni
Bantamgewicht, Freistil: 16. Platz

- Ernst Meinhard
Federgewicht, Freistil: 23. Platz

- Karl Bruggmann
Weltergewicht, Freistil: 9. Platz

- Henri Mottier
Mittelgewicht, Freistil: 17. Platz

- Eugen Holzherr
Halbschwergewicht, Freistil: 12. Platz

- Max Widmer
Schwergewicht, Freistil: 15. Platz

### Rudern
- Hugo Waser
Skiff: Halbfinal

- Ernst Hürlimann
Doppelzweier: Bronze

- Rolf Larcher
Doppelzweier: Bronze

- Walter Knabenhans
Zweier ohne Steuermann: Halbfinal

- Heinrich Scherer
Zweier ohne Steuermann: Halbfinal

- Paul Kölliker
Vierer ohne Steuermann: 6. Platz

- Göpf Kottmann
Vierer ohne Steuermann: 6. Platz

- Kurt Schmid
Vierer ohne Steuermann: 6. Platz

- Rolf Streuli
Vierer ohne Steuermann: 6. Platz

- Enrico Bianchi
Achter: Halbfinal

- Émile Ess
Achter: Halbfinal

- Hugo Göggel
Achter: Halbfinal

- Hans Graber
Achter: Halbfinal

- Werner Kölliker
Achter: Halbfinal

- Walter Osterwalder
Achter: Halbfinal

- Gottfried Schär
Achter: Halbfinal

- Hansruedi Scheller
Achter: Halbfinal

- Werner Ehrensperger
Achter: Halbfinal

### Schiessen
- Hansruedi Schneider
Schnellfeuerpistole: 4. Platz

- Hans Albrecht
Schnellfeuerpistole: 37. Platz

- Albert Späni
Freie Scheibenpistole: 6. Platz

- Frédéric Michel
Freie Scheibenpistole: 19. Platz

- Hans Rudolf Spillmann
Freies Gewehr: Silber 
Kleinkaliber, liegend: 32. Platz

- August Hollenstein
Freies Gewehr: 11. Platz

- Kurt Müller
Kleinkaliber, Dreistellungskampf: 17. Platz

- Hans Schönenberger
Kleinkaliber, Dreistellungskampf: 22. Platz
Kleinkaliber, liegend: 49. Platz

- Pierre-André Flückiger
Trap: 27. Platz

- Louis von Sonnenberg
Trap: ??

### Schwimmen
- Peter Bärtschi
100 Meter Freistil: Vorläufe
4 × 200 Meter: Vorläufe

- Karl Fridlin
400 Meter Freistil: Vorläufe
4 × 200 Meter: Vorläufe

- Hans-Ulrich Dürst
400 Meter Freistil: Vorläufe
1500 Meter: Vorläufe
4 × 200 Meter: Vorläufe

- Rainer Goltzsche
1500 Meter: Vorläufe
4 × 200 Meter: Vorläufe

- Rolf Burggraf
100 Meter Rücken: Vorläufe

- Nicolas Wildhaber
200 Meter Brust: Vorläufe

- Werner Risi
200 Meter Brust: Vorläufe

- Doris Gontersweiler-Vetterli
Frauen, 100 Meter Rücken: Vorläufe

- Maya Hungerbühler
Frauen, 200 Meter Brust: Vorläufe

### Segeln
- Louis Schiess
Finn-Dinghy: 26. Platz

- Hans Bryner
Star: 5. Platz

- Urs-Ulrich Bucher
Star: 5. Platz

- Robert Thorens
Drachen: 21. Platz

- Pierre Camoletti
Drachen: 21. Platz

- Gilbert Casalecchi
Drachen: 21. Platz

- Pierre Siegenthaler
Flying Dutchman: 9. Platz

- Michel Buzzi
Flying Dutchman: 9. Platz

- Henri Copponex
5,5-m-R-Klasse: Bronze

- Pierre Girard
5,5-m-R-Klasse: Bronze

- Manfred Metzger
5,5-m-R-Klasse: Bronze

### Turnen
- Ernst Fivian
Einzelmehrkampf: 21. Platz
Mannschaftsmehrkampf: 8. Platz
Barren: 13. Platz in der Qualifikation
Boden: 7. Platz in der Qualifikation
Pferdsprung: 20. Platz in der Qualifikation
Reck: 42. Platz in der Qualifikation
Ringe: 73. Platz in der Qualifikation
Seitpferd: 51. Platz in der Qualifikation

- Max Benker
Einzelmehrkampf: 37. Platz
Mannschaftsmehrkampf: 8. Platz
Barren: 14. Platz in der Qualifikation
Boden: 68. Platz in der Qualifikation
Pferdsprung: 28. Platz in der Qualifikation
Reck: 46. Platz in der Qualifikation
Ringe: 71. Platz in der Qualifikation
Seitpferd: 48. Platz in der Qualifikation

- Fritz Feuz
Einzelmehrkampf: 40. Platz
Mannschaftsmehrkampf: 8. Platz
Barren: 8. Platz in der Qualifikation
Boden: 52. Platz in der Qualifikation
Pferdsprung: 43. Platz in der Qualifikation
Reck: 87. Platz in der Qualifikation
Ringe: 59. Platz in der Qualifikation
Seitpferd: 26. Platz in der Qualifikation

- André Brüllmann
Einzelmehrkampf: 47. Platz
Mannschaftsmehrkampf: 8. Platz
Barren: 17. Platz in der Qualifikation
Boden: 71. Platz in der Qualifikation
Pferdsprung: 69. Platz in der Qualifikation
Reck: 42. Platz in der Qualifikation
Ringe: 73. Platz in der Qualifikation
Seitpferd: 54. Platz in der Qualifikation

- Hans Schwarzentruber
Einzelmehrkampf: 47. Platz
Mannschaftsmehrkampf: 8. Platz
Barren: 31. Platz in der Qualifikation
Boden: 46. Platz in der Qualifikation
Pferdsprung: 46. Platz in der Qualifikation
Reck: 81. Platz in der Qualifikation
Ringe: 43. Platz in der Qualifikation
Seitpferd: 59. Platz in der Qualifikation

- Edy Thomi
Einzelmehrkampf: 63. Platz
Mannschaftsmehrkampf: 8. Platz
Barren: 31. Platz in der Qualifikation
Boden: 52. Platz in der Qualifikation
Pferdsprung: 81. Platz in der Qualifikation
Reck: 42. Platz in der Qualifikation
Ringe: 105. Platz in der Qualifikation
Seitpferd: 30. Platz in der Qualifikation

### Wasserspringen
- Hans Klug
Kunstspringen: 31. Platz